# Dasistoma macrophylla
Dasistoma macrophylla är en snyltrotsväxtart som först beskrevs av Thomas Nuttall, och fick sitt nu gällande namn av Constantine Samuel Rafinesque. Dasistoma macrophylla ingår i släktet Dasistoma och familjen snyltrotsväxter. Inga underarter finns listade i Catalogue of Life.